# 스타나 캐틱
스타나 캐틱(영어: Stana Katic, 1978년 4월 16일 ~ )은 캐나다의 배우이다.

## 출연 작품
- 시크릿 에이전트 (2019)
- 포제션 오브 한나 그레이스 (2018)
- 로스트 인 플로렌스 (2017)
- 더 랑데부 (2016)
- 시스터 시티즈 (2016)
- 슈퍼맨 : 언바운드 (2013)
- 빅서 (2013)
- CBGB (2013)
- 포 러버스 온리 (2011)
- 더블 (2011)
- 트루스 어바웃 케리 (2010)
- 스틸레토 (2008)
- 월드 트레져 3 - 유다 성배의 저주 (2008)
- 스피릿 (2008)
- 007 퀀텀 오브 솔러스 (2008)
- 컴퍼니 맨 (2007)
- 피스트 오브 러브 (2007)
- 히어로즈 (2006)
- 페이스리스 (2006)
- 핏 파이터 (2005)

### 텔레비전
- 스타와 춤을 (2005)
- 캐슬 1 (2009)
- 지미 키멜 라이브! (2003)
- ER (1994)